# Quantum Quality Productions
QQP (pour Quantum Quality Productions) est une société de production défunte spécialisée dans le jeu vidéo sur ordinateur. En 1994, après de gros soucis financiers, l'entreprise est rachetée par American Laser Games puis dépose finalement le bilan en 1995.

## Ludographie
- 1991 : The Lost Admiral
- 1991 : The Perfect General
- 1992 : Battles of Destiny
- 1992 : Conquered Kingdoms
- 1992 : Solitaire's Journey
- 1992 : Heirs to the Throne
- 1993 : Merchant Prince
- 1993 : World War II: Battles of the South Pacific
- 1993 : Bridge Olympiad
- 1994 : Origamo
- 1994 : The Grandest Fleet
- 1994 : The Perfect General II
- 1994 : Dealer's Choice Collection
- 1994 : Zig-Zag[3]
- 1995 : Battles in Time
- 1995 : The Pure Wargame